# Jean Del Cour
Jean Del Cour o Delcour (Hamoir, 1627 – Liegi, 1707) è stato uno scultore fiammingo.

## Biografia
Suo padre, Gilson Delcour, era consigliere di Hamoir; la madre si chiamava Gertrude Colette de Verdon; il fratello minore, Jean-Gilles Delcour, è diventato un pittore di merito.
Dopo aver studiato disegno sotto la guida di Gérard Douffet e la scultura con il certosino Robert, nel 1648 si trasferì a Roma, dove divenne uno degli allievi di Gian Lorenzo Bernini.
Dopo una decina di anni di proficuo soggiorno romano, Del Cour, nonostante le richieste del Bernini, preferì rientrare in Patria, a Liegi, che abbandonerà solo per una breve visita a Parigi per reincontrare Bernini.
Del Cour si occupò di opere a carattere profano e sacro, queste ultime rappresentate con un alto senso del sentimento e della drammaticità. La sua interpretazione berniana risultò brillante ed originale, grazie alla capacità di presentare il modernismo della sua epoca e quindi di tradurre la passione, l'amore, la sensualità, l'elemento mistico in dinamismo, forza ed eleganza.
Viene comunemente considerato il più famoso rappresentante dello stile Vallone, ossia della scultura barocca fiamminga.
Tra le sue opere principali, si annoverano: il Crocifisso in bronzo all'interno della Cattedrale di Liegi (1663); un pregevole medaglione retto da angeli, in legno dorato, alla parrocchiale di Spa; la tomba del vescovo d'Allamont in San Bavone di Gand (1673); la tomba di Rossius de Libay all'interno della cattedrale di Huy (1680); la tomba Martini in San Mengold di Huy; la tomba della contessa Hinnisdael all'ospedale di Tongeren (1697-1698); la fontana delle Grazie a Liegi (1695); i busti nel salone dei "passi perduti" del municipio di Liegi; un Cristo nel Sepolcro dalla tomba di Liverloo nella cattedrale; una serie di statue lignee di santi in San Giacomo.
Le sue opere, in marmo e in legno, sono esposte in numerose chiese di Liegi e i musei della città conservano molti suoi disegni.

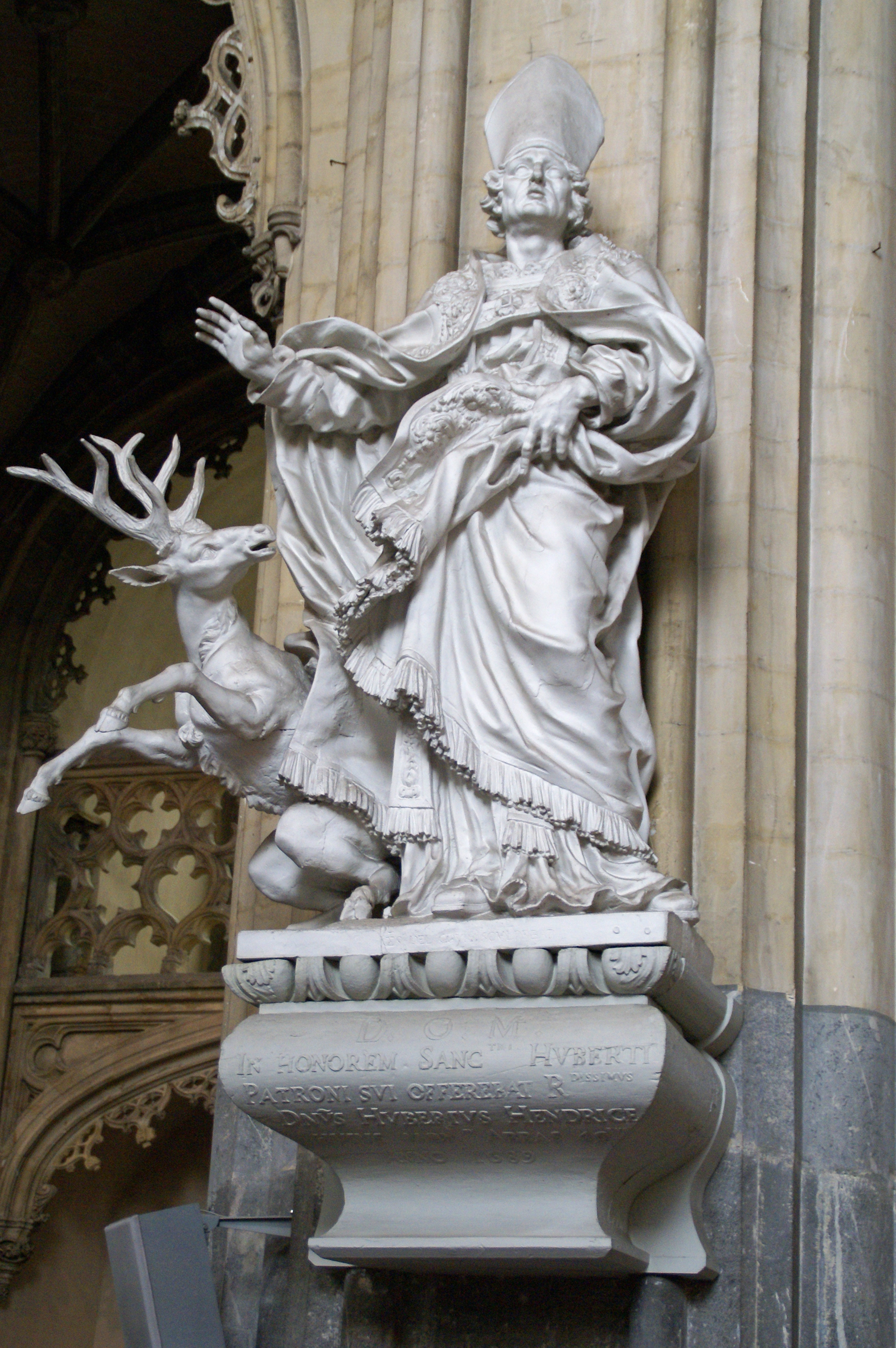
Sant'Uberto di Liegi, 1689, chiesa di San Giacomo, Liegi
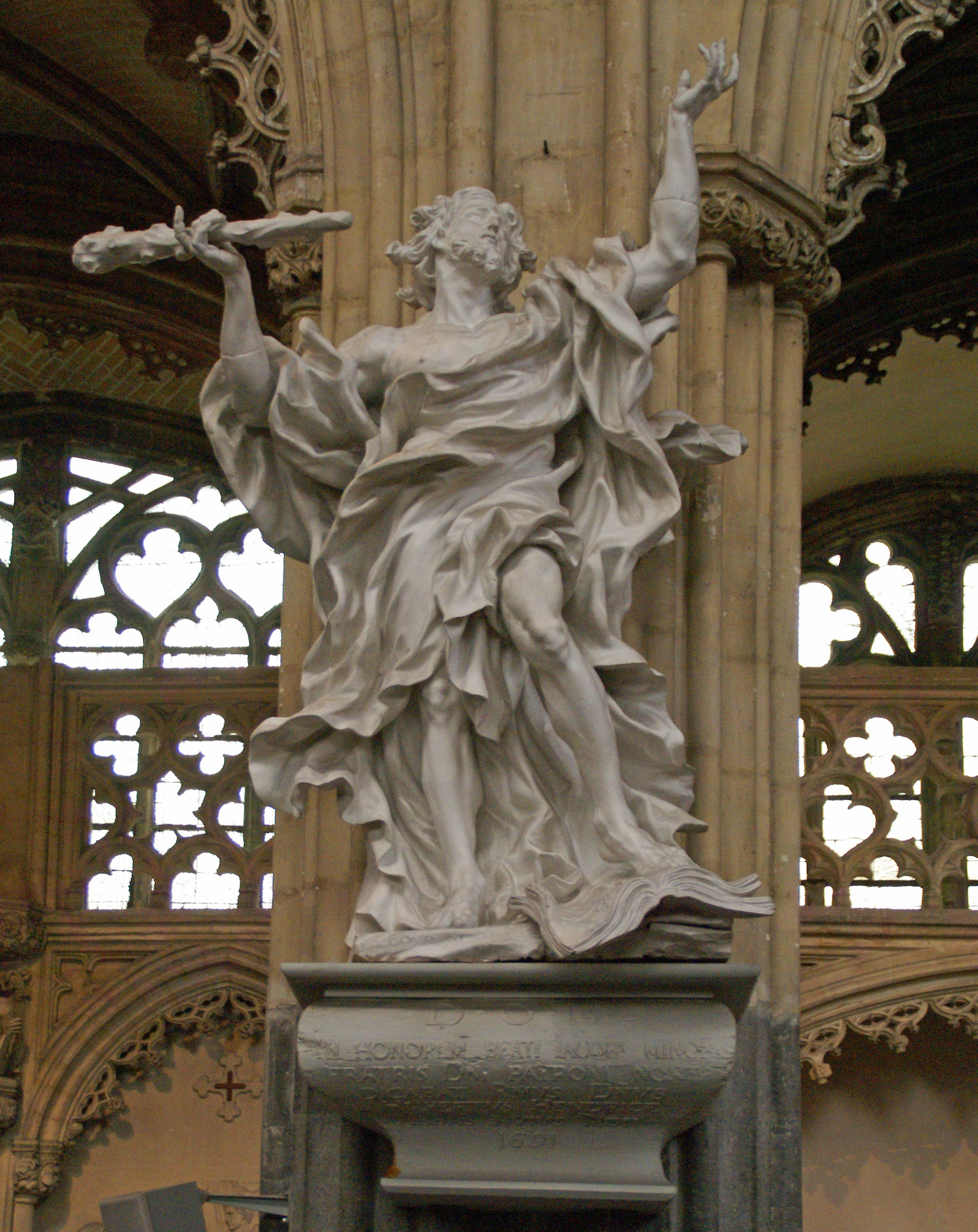
San Giacomo minore, 1691, chiesa di San Giacomo, Liegi
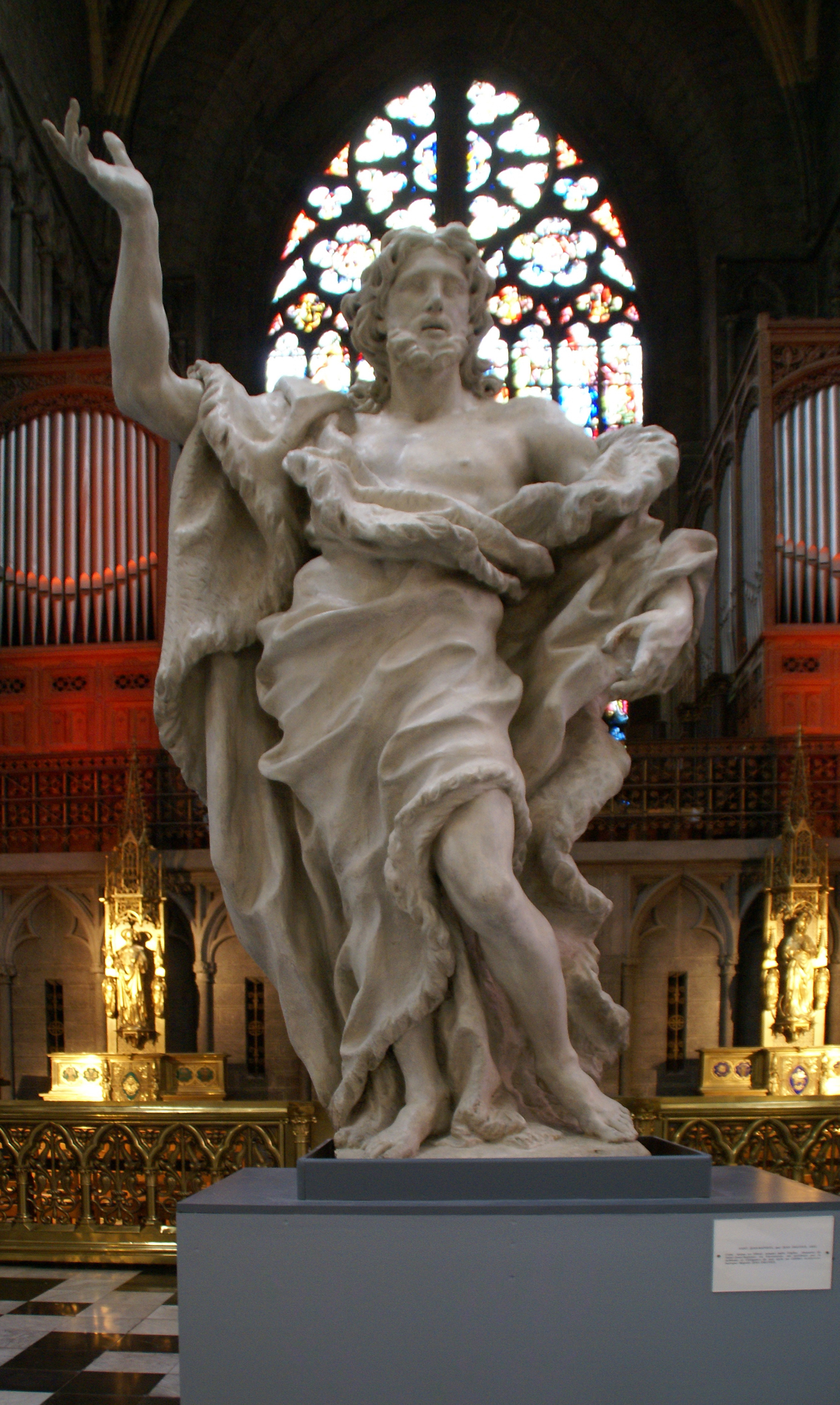
San Giovanni Battista, 1662, Cattedrale di San Paolo, Liegi
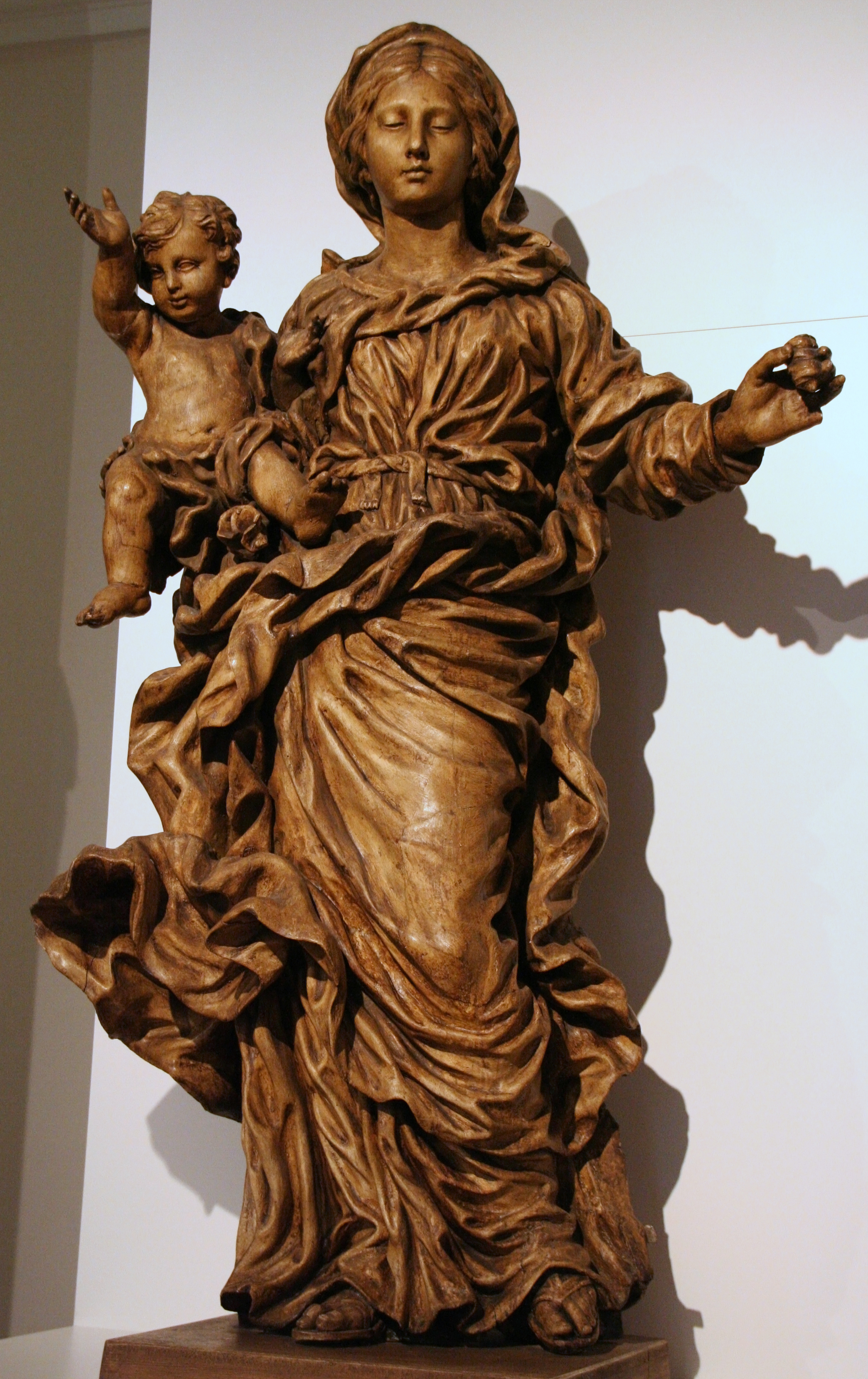
Vergine col Bambino, 1693, Grand Curtius, Liegi
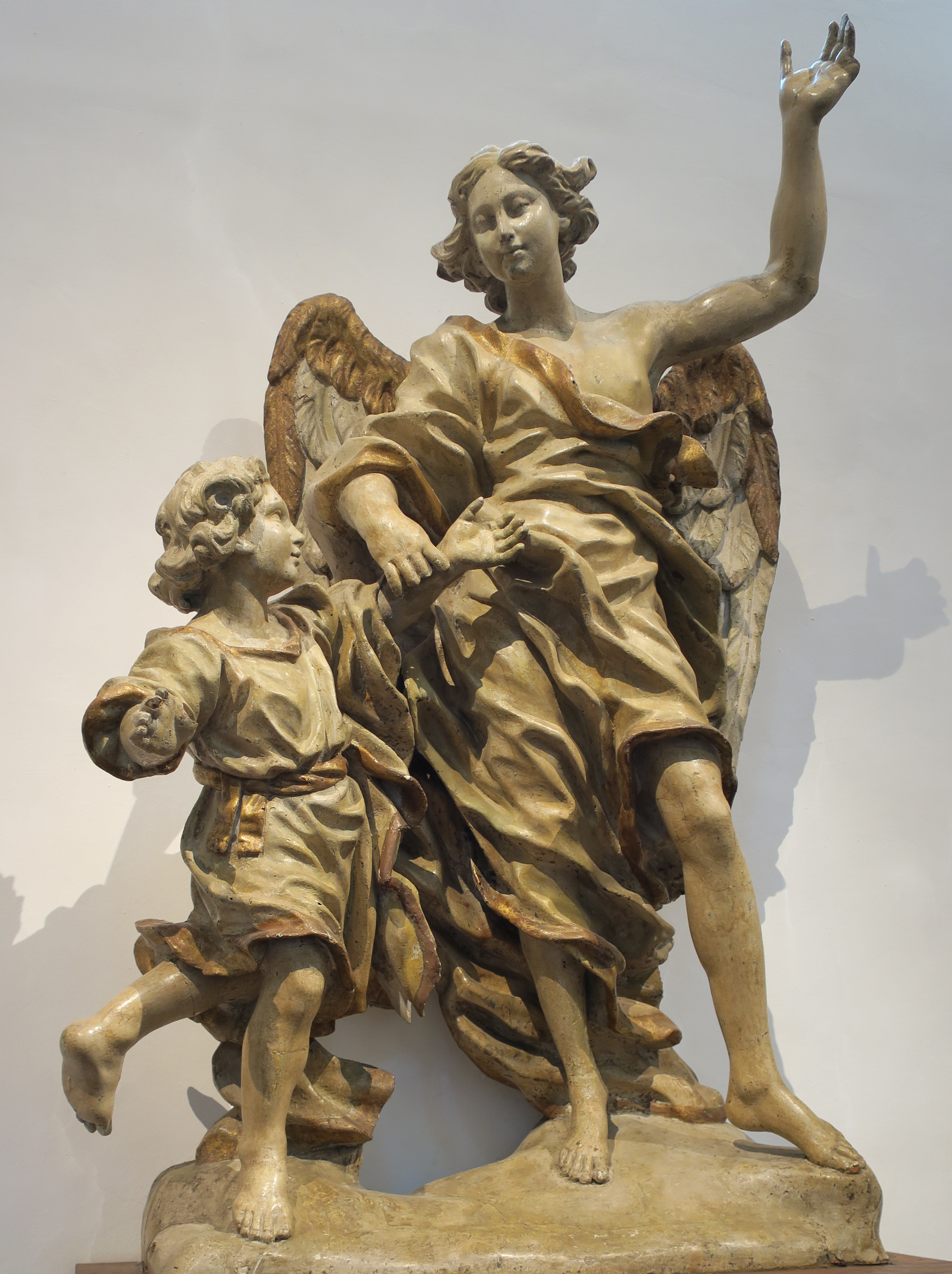
Angelo custode, 1696, chiesa di San Sebastiano, Stavelot

## Opere principali
- 1667: Fontana di San Giovanni Battista (statua e rilievi), Rue Hors-Château
- 1680
  -  Il Cristo che consegna le chiavi a San Pietro, cattedrale di Liegi
  -  Addio di san Pietro e san Paolo, cattedrale di Liegi
- 1682: Statua di Giovanni Battista, cattedrale di Liegi
- 1682-1696: sculture in legno nella chiesa di Saint-Jacques-le-Mineur Liegi
  -  San Giacomo maggiore  (1682)
  - San Benedetto (1684)
  -  San Uberto  (1689)
  - San Enrico (1689)
  - San Nicola (1685)
  - Santa Scolastica (1691)
  -  San Giacomo minore  (1691)
  -  Immacolata Concezione  (1696), trasferita a Floreffe
- 1696: La Vergine col Bambino , Vinâve Island
- 1696: Cristo giacente, in marmo bianco, cattedrale di Liegi
- 1697: Le tre Grazie , Piazza del Mercato di Liegi
- Cristo , in bronzo, sopra la porta interna della cattedrale di Liegi
- I resti della grande fontana Perron